# Élections législatives de 2002 dans les Deux-Sèvres
Les élections législatives françaises de 2002 se déroulent les 9 juin et 16 juin 2002. Dans le département des Deux-Sèvres, quatre députés sont à élire dans le cadre de quatre circonscriptions.

## Élus
| Circonscription                                 | Député sortant                                  | Parti | Parti | Député élu ou réélu       | Parti | Parti |
| ----------------------------------------------- | ----------------------------------------------- | ----- | ----- | ------------------------- | ----- | ----- |
| 1re                                             | Geneviève Perrin-Gaillard                       |       | PS    | Geneviève Perrin-Gaillard |       | PS    |
| 2e                                              | Jean-Pierre Marché* suppléant de Ségolène Royal |       | PS    | Ségolène Royal            |       | PS    |
| 3e                                              | Jean-Marie Morisset                             |       | UDF   | Jean-Marie Morisset       |       | UMP   |
| 4e                                              | Dominique Paillé                                |       | UDF   | Dominique Paillé          |       | UMP   |
| * député sortant ne se représentant pas en 2002 |                                                 |       |       |                           |       |       |

## Résultats

### Résultats à l'échelle du département
| Parti                                           | Parti                               | Premier tour | Premier tour | Second tour | Second tour | Sièges |
| Parti                                           | Parti                               | Voix         | %            | Voix        | %           | Sièges |
| ----------------------------------------------- | ----------------------------------- | ------------ | ------------ | ----------- | ----------- | ------ |
|                                                 | Union pour un mouvement populaire   | 66 115       | 38,06        | 44 585      | 35,61       | 2      |
|                                                 | Union pour la démocratie française  | 12 642       | 7,28         | 18 373      | 14,67       | 0      |
|                                                 | Divers droite                       | 4 191        | 2,41         |             |             | 0      |
|                                                 | Mouvement pour la France            | 2 309        | 1,33         | 0           |             |        |
|                                                 | Majorité présidentielle             | 85 257       | 49,08        | 62 958      | 50,29       | 2      |
|                                                 |                                     |              |              |             |             |        |
|                                                 | Parti socialiste                    | 61 575       | 35,45        | 62 240      | 49,71       | 2      |
|                                                 | Les Verts                           | 4 229        | 2,43         |             |             | 0      |
|                                                 | Parti communiste français           | 3 098        | 1,78         | 0           |             |        |
|                                                 | diss. Parti socialiste              | 832          | 0,48         | 0           |             |        |
|                                                 | Pôle républicain                    | 424          | 0,24         | 0           |             |        |
|                                                 | Gauche parlementaire                | 70 158       | 40,39        | 62 240      | 49,71       | 2      |
|                                                 |                                     |              |              |             |             |        |
|                                                 | Front national                      | 7 968        | 4,59         |             |             | 0      |
|                                                 | Extrême gauche dont LCR, LO et PT   | 4 555        | 2,62         | 0           |             |        |
|                                                 | Chasse, pêche, nature et traditions | 3 224        | 1,86         | 0           |             |        |
|                                                 | Divers                              | 1 465        | 0,84         | 0           |             |        |
|                                                 | Mouvement national républicain      | 867          | 0,50         | 0           |             |        |
|                                                 | Divers écologiste dont GÉ           | 219          | 0,13         | 0           |             |        |
|                                                 |                                     |              |              |             |             |        |
| Inscrits                                        | Inscrits                            | 261 546      | 100,00       | 200 094     | 100,00      | 4      |
| Abstentions                                     | Abstentions                         | 83 637       | 31,98        | 71 529      | 35,75       |        |
| Votants                                         | Votants                             | 177 909      | 68,02        | 128 565     | 64,25       |        |
| Blancs et nuls                                  | Blancs et nuls                      | 4 196        | 2,36         | 3 367       | 2,62        |        |
| Exprimés                                        | Exprimés                            | 173 713      | 97,64        | 125 198     | 97,38       |        |
| Source : Ministère de l'Intérieur - Deux-Sèvres |                                     |              |              |             |             |        |

### Résultats par circonscription

#### Première circonscription (Niort)
| Candidat       | Candidat                                  | Parti            | Premier tour | Premier tour | Second tour | Second tour |  |
| Candidat       | Candidat                                  | Parti            | Voix         | %            | Voix        | %           |  |
| -------------- | ----------------------------------------- | ---------------- | ------------ | ------------ | ----------- | ----------- |  |
|                | Geneviève Perrin-Gaillard sortante réélue | PS               | 15 905       | 39,59        | 19 996      | 52,11       |  |
|                | Jacques Brossard                          | UDF              | 12 642       | 31,47        | 18 373      | 47,89       |  |
|                | Jacqueline Lefebvre                       | UMP              | 4 913        | 12,23        |             |             |  |
|                | Jean-Romée Charbonneau                    | FN               | 1 623        | 4,04         |             |             |  |
|                | Nicolle Gravat                            | Les Verts        | 1 149        | 2,86         |             |             |  |
|                | Rodolphe Challet                          | diss. PS         | 832          | 2,07         |             |             |  |
|                | Dominique Baudin                          | PCF              | 690          | 1,72         |             |             |  |
|                | Gisèle Sicot                              | LCR              | 666          | 1,66         |             |             |  |
|                | Jérôme Baloge                             | Pôle républicain | 424          | 1,06         |             |             |  |
|                | Jean-Louis Dubreuil                       | CPNT             | 404          | 1,01         |             |             |  |
|                | Maryse Vallée                             | LO               | 366          | 0,91         |             |             |  |
|                | Marinette Veyssière                       | PT               | 249          | 0,62         |             |             |  |
|                | Jean-Gabriel Hernandez                    | GÉ               | 219          | 0,55         |             |             |  |
|                | Christiane Veaux                          | MNR              | 93           | 0,23         |             |             |  |
|                |                                           |                  |              |              |             |             |  |
| Inscrits       | Inscrits                                  | Inscrits         | 60 102       | 100,00       | 60 101      | 100,00      |  |
| Abstentions    | Abstentions                               | Abstentions      | 19 230       | 32           | 20 956      | 34,87       |  |
| Votants        | Votants                                   | Votants          | 40 872       | 68           | 39 145      | 65,13       |  |
| Blancs et nuls | Blancs et nuls                            | Blancs et nuls   | 697          | 1,71         | 776         | 1,98        |  |
| Exprimés       | Exprimés                                  | Exprimés         | 40 175       | 98,29        | 38 369      | 98,02       |  |

#### Deuxième circonscription (Melle)
| Candidat       | Candidat                       | Parti          | Premier tour | Premier tour | Second tour | Second tour |  |
| Candidat       | Candidat                       | Parti          | Voix         | %            | Voix        | %           |  |
| -------------- | ------------------------------ | -------------- | ------------ | ------------ | ----------- | ----------- |  |
|                | Ségolène Royal sortante réélue | PS             | 21 816       | 46,21        | 25 123      | 55,05       |  |
|                | Valérie Cauvin                 | UMP            | 16 148       | 34,21        | 20 515      | 44,95       |  |
|                | Lucie Chaumeron                | FN             | 2 433        | 5,15         |             |             |  |
|                | Geneviève Paillaud             | Les Verts      | 1 220        | 2,58         |             |             |  |
|                | Alain Bernelas                 | CPNT           | 1 162        | 2,46         |             |             |  |
|                | Guy Melani                     | Divers         | 1 145        | 2,43         |             |             |  |
|                | Max Rouvreau                   | PCF            | 789          | 1,67         |             |             |  |
|                | Jean-Louis Garain              | LCR            | 774          | 1,64         |             |             |  |
|                | Philippe Grandin               | MPF            | 503          | 1,07         |             |             |  |
|                | Nicole Poupinot                | LO             | 406          | 0,86         |             |             |  |
|                | Éric Peltier                   | Divers         | 320          | 0,68         |             |             |  |
|                | Jocelyne Baussant              | PT             | 265          | 0,56         |             |             |  |
|                | Pierre Favreau                 | MNR            | 225          | 0,48         |             |             |  |
|                |                                |                |              |              |             |             |  |
| Inscrits       | Inscrits                       | Inscrits       | 70 311       | 100,00       | 70 312      | 100,00      |  |
| Abstentions    | Abstentions                    | Abstentions    | 21 985       | 31,27        | 23 580      | 33,54       |  |
| Votants        | Votants                        | Votants        | 48 326       | 68,73        | 46 732      | 66,46       |  |
| Blancs et nuls | Blancs et nuls                 | Blancs et nuls | 1 120        | 2,32         | 1 094       | 2,34        |  |
| Exprimés       | Exprimés                       | Exprimés       | 47 206       | 97,68        | 45 638      | 97,66       |  |

#### Troisième circonscription (Parthenay)
|                | Jean-Marie Morisset sortant réélu | UMP            | 24 675 | 59,54  |  |  |  |
|                | Gaëtan Fort                       | PS             | 9 449  | 22,80  |  |  |  |
|                | Colette Messein                   | FN             | 1 928  | 4,65   |  |  |  |
|                | Didier Coupeau                    | Les Verts      | 1 860  | 4,49   |  |  |  |
|                | Daniel Fasanino                   | PCF            | 997    | 2,41   |  |  |  |
|                | Mireille Roy                      | CPNT           | 861    | 2,08   |  |  |  |
|                | Christophe Merlet                 | LO             | 776    | 1,87   |  |  |  |
|                | Henri Herren                      | MPF            | 671    | 1,62   |  |  |  |
|                | Georges Raux                      | MNR            | 224    | 0,54   |  |  |  |
|                |                                   |                |        |        |  |  |  |
| Inscrits       | Inscrits                          | Inscrits       | 61 451 | 100,00 |  |  |  |
| Abstentions    | Abstentions                       | Abstentions    | 19 008 | 30,93  |  |  |  |
| Votants        | Votants                           | Votants        | 42 443 | 69,07  |  |  |  |
| Blancs et nuls | Blancs et nuls                    | Blancs et nuls | 1 002  | 2,36   |  |  |  |
| Exprimés       | Exprimés                          | Exprimés       | 41 441 | 97,64  |  |  |  |

#### Quatrième circonscription (Thouars - Bressuire)
| Candidat       | Candidat                       | Parti          | Premier tour | Premier tour | Second tour | Second tour |  |
| Candidat       | Candidat                       | Parti          | Voix         | %            | Voix        | %           |  |
| -------------- | ------------------------------ | -------------- | ------------ | ------------ | ----------- | ----------- |  |
|                | Dominique Paillé sortant réélu | UMP            | 20 379       | 45,40        | 24 070      | 58,44       |  |
|                | Jean Grellier                  | PS             | 14 405       | 32,09        | 17 121      | 41,56       |  |
|                | Brigitte Maury                 | Divers droite  | 4 191        | 9,34         |             |             |  |
|                | Georges-Joël David             | FN             | 1 984        | 4,42         |             |             |  |
|                | Paul Bridier                   | MPF            | 1 135        | 2,53         |             |             |  |
|                | Marie-José Faligant            | LO             | 1 053        | 2,35         |             |             |  |
|                | Marie-Thérèse Douillard        | CPNT           | 797          | 1,78         |             |             |  |
|                | Jeannine Zeekaff               | PCF            | 622          | 1,39         |             |             |  |
|                | Michel Dubreuil                | MNR            | 325          | 0,72         |             |             |  |
|                |                                |                |              |              |             |             |  |
| Inscrits       | Inscrits                       | Inscrits       | 69 682       | 100,00       | 69 681      | 100,00      |  |
| Abstentions    | Abstentions                    | Abstentions    | 23 414       | 33,6         | 26 993      | 38,74       |  |
| Votants        | Votants                        | Votants        | 46 268       | 66,4         | 42 688      | 61,26       |  |
| Blancs et nuls | Blancs et nuls                 | Blancs et nuls | 1 377        | 2,98         | 1 497       | 3,51        |  |
| Exprimés       | Exprimés                       | Exprimés       | 44 891       | 97,02        | 41 191      | 96,49       |  |